# Louis de La Châtre

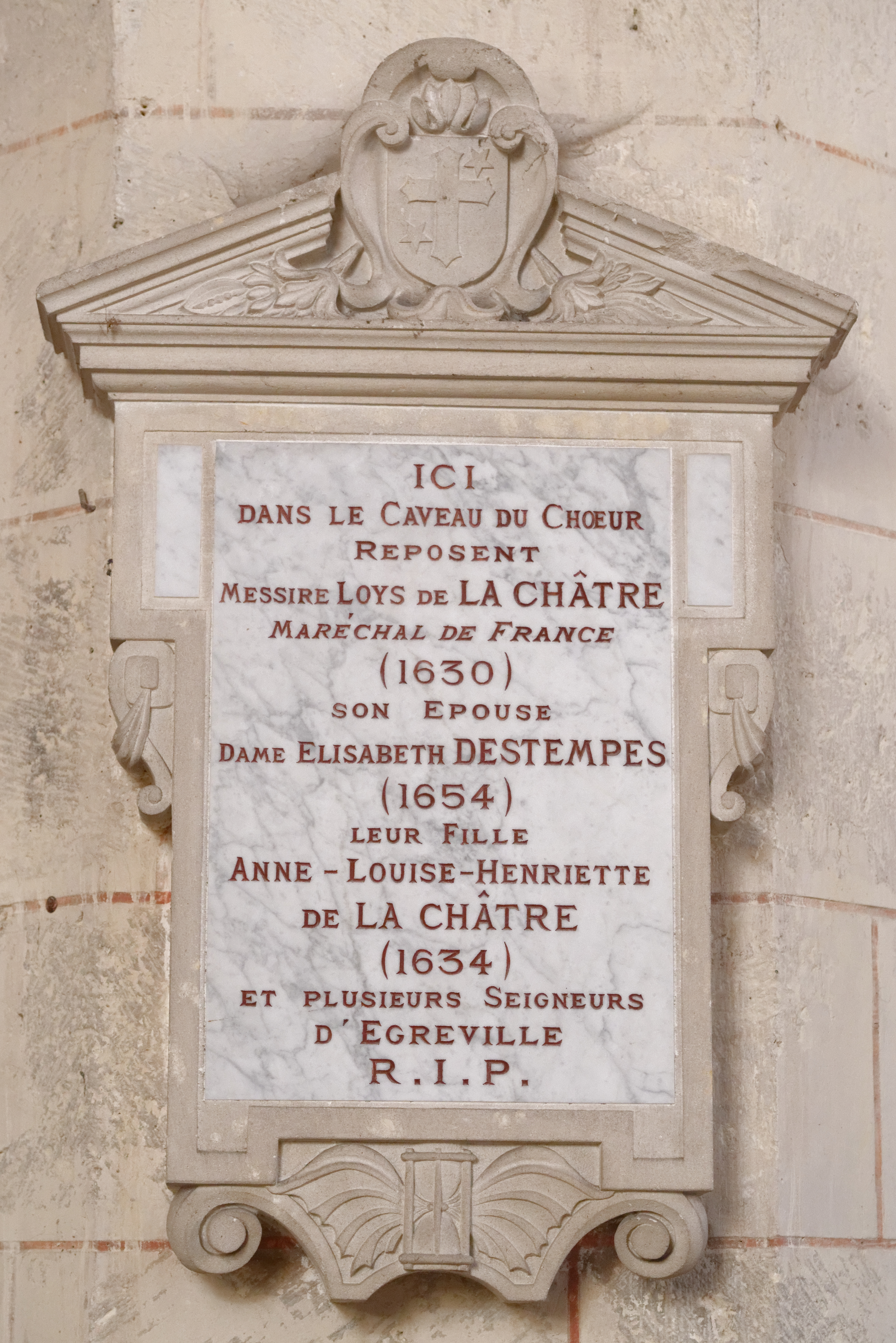
Epitaph für Louis de la Châtre, seine Ehefrau und deren Tochter in der Kirche Saint-Martin in Égreville

Louis de La Châtre († Oktober 1630), Baron de La Maisonfort, war ein französischer Adliger und Höfling, der den Titel eines Marschalls von Frankreich nicht aufgrund seiner Leistungen erhielt.

## Leben
Louis de La Châtre war der Sohn von Claude de La Châtre (1536–1614), Marschall von Frankreich, und Jeanne de Chabot, Dame d'Egreville. Er schloss sich der Katholischen Liga an, unterwarf sich dann aber 1594 – zur gleichen Zeit wie sein Vater – dem neuen König Heinrich IV. Am 2. März 1594 wurde er – en survivance seines Vaters – Gouverneur des Berry und Capitaine der Grosse Tour de Bourges. Am 5. Januar 1597 wurde er in den Orden vom Heiligen Geist aufgenommen. 1601 wurde er Capitaine einer Kompanie von hundert Mann.
Er trat das Amt des Gouverneurs am 18. Dezember 1614 an, trat es aber im Juni 1616 gegen eine Geldzahlung seinem Freund, dem Prince de Condé, ab, nachdem er am 26. Mai 1616 den Marschallstab erhalten hatte. Am 18. Januar 1623 wurde er – nach der Demission des Marquis de Lavardin – Gouverneur von Le Maine, Le Perche und der Grafschaft Laval, trat von dieser Aufgabe aber bereits im Januar 1627 wieder zurück.
Louis de La Châtre starb im Oktober 1630. Im folgenden Jahr ließ seine Witwe Elisabeth d’Estampes, bekannt als „Isabelle“, von Pierre Biard le jeune, dem Sculpteur ordinaire des Königs, eine Kostenschätzung für die Beerdigung des zweiten Marschalls La Châtre in der Kirche Saint-Martin in Égreville erstellen.

## Ehe und Familie
Louis de La Châtre heiratete in erster Ehe Urbaine de Montafié, Tochter von Louis, Comte de Montafié (Montafia im Piemont) und Jeanne de Coësmes, Dame de Bonnétable, und in zweiter Ehe Elisabeth d’Estampes de Valençay († 14. September 1654 in Coubert, 72 Jahre alt), genannt Isabelle und manchmal Isabeau, Tochter von Jean d’Estampes, Seigneur de Valençay, und Sara d’Happlaincourt (Haus Estampes), mit der er mehrere Töchter hatte:
- Louise-Henriette, Baronne de La Maisonfort; ⚭ (1) 26. April 1622 François de Valois (1598–1622), Comte d’Alais, Sohn von Charles de Valois, duc d’Angoulême, und Charlotte de Montmorency (Valois-Angoulême; ⚭ (2) 7. Januar 1625, annulliert, François de Crussol, Duc d’Uzès, Pair de France, Sohn von Emmanuel I. de Crussol, Duc d’Uzès, Pair de France, und Claude d’Ébrard (Haus Crussol); ⚭ (3) 1633 (heimlich) Claude Pot de Rhodes, Grand-maitre des Cérémonies de France, ihren Vetter als Enkel von Guillaume Pot de Rhodes und Jacqueline de La Châtre-La Maisonfort, einer Schwester des ersten Marschalls La Châtre[3]
- 3 Töchter († jung)